# Andrea Lekić
Andrea Lekić (n. 6 septembrie 1987, Belgrad, RS Serbia, RSF Iugoslavia) este o jucătoare de handbal care joacă pentru echipa națională a Serbiei pe postul de coordonator.
În 2011, Lekić a fost una din candidatele la titlul de Cel mai bun jucător al anului-IHF. În 2013, ea a câștigat Liga Campionilor EHF alături de Győri Audi ETO KC.
Pe data de 17 februarie 2018, handbalista a semnat un contract pe doi ani cu clubul românesc CSM București, pentru care evoluează începând din vara anului 2018.

## Palmares
Club
- Supercupa României:
  - Finalistă: 2018

- Liga Feminină de Handbal a Macedoniei:
  - Câștigătoare: 2014, 2015, 2016, 2017, 2018

- Cupa Macedoniei:
  -  Câștigătoare: 2014, 2015, 2016, 2017, 2018

- Nemzeti Bajnokság I:
  - Câștigătoare: 2012, 2013

- Cupa Ungariei:
  -  Câștigătoare: 2012, 2013

- Campionatul Sloveniei:
  - Câștigătoare: 2008, 2009, 2010, 2011

- Cupa Sloveniei:
  -  Câștigătoare: 2008, 2009, 2010, 2011

- Campionatul Serbiei:
  - Câștigătoare: 2007

- Liga Campionilor EHF:
  -  Câștigătoare: 2013
  - Medalie de argint: 2012, 2017, 2018
  - Medalie de bronz: 2014, 2015, 2016

Echipa națională
- Campionatul Mondial:
  - Medalie de argint: 2013

## Premii individuale
- Cel mai bun jucător al anului-IHF - 2013[5]
- MVP al Ligii Regionale de Handbal Feminin: 2009[6]
- Coordonatorul echipei ideale All-Star Team la Campionatul European: 2012[7]
- Premiul lunii mai, oferit de Asociația Sportivă a Serbiei: 2014
- Coordonatorul echipei ideale All-Star Team la Bucharest Trophy: 2015
- Cea mai bună handbalistă din Serbia, premiu decernat de Federația Sârbă de Handbal: 2012, 2013
- Saitul de profil Balkan-Handball.com a desemnat-o șase ani la rând cea mai bună handbalistă din Serbia, între 2008 și 2013, și cea mai bună handbalistă din regiunea fostei Iugoslavii, în 2009, 2010 și 2013
- MVP al Handball Fiesta: 2014